# Kerstin Ekman-Zethræus
Kerstin Maria Ekman-Zethræus, född 24 oktober 1913 i Vemdalen i Härjedalen, död 10 december 2007 i Hässelby, var en svensk akvarellist  och textilkonstnär.
Hon var dotter till Richard Ekman och Hanna Nordwall samt från 1944 gift med Björn Zethræus (1918–1984). Hon var syster till konstnären Härje Ekman.
Ekman-Zethræus studerade vid Högre konstindustriella skolan i Stockholm samt under stipendieresor från Svenska slöjdföreningen. Bland hennes offentliga arbeten märks en komposition av altarbrun för Säters kyrka, och en mässhake för Utteruds kyrka i Värmland.
Hon medverkade i utförandet av Sven Erixsons gobelänger Melodier vid torget för Göteborgs konserthus och Nils Holgersson för Olovslunds folkskola i Bromma.